# Kyllingiella simpsonii
Kyllingiella simpsonii är en halvgräsart som beskrevs av A. Muthama Muasya. Kyllingiella simpsonii ingår i släktet Kyllingiella och familjen halvgräs. Inga underarter finns listade i Catalogue of Life.